# Ptenomela pepini
Ptenomela pepini är en skalbaggsart som beskrevs av Soula 2002. Ptenomela pepini ingår i släktet Ptenomela och familjen Rutelidae. Inga underarter finns listade i Catalogue of Life.